# Цаконський арковий міст
Цаконский арочний міст (грец. Τοξωτή Γέφυρα Τσακώνας) — один з найбільших у світі арочних багатопролітних мостів, що знаходиться в Греції, недалеко від міста Мегалополіс і перетинає Цаконську долину. Розташований у небезпечному районі, де за останні кілька десятиліть відбулося безліч зсувів.

## Будівництво
Довжина арочного мосту сягає 490 м. Це була остання робота в ланцюзі будівництва транспортних ліній Парадезія — Цакона і Триполіс — Каламата. Будівництво велося консорціумом «Мореас» при підтримці Уряду Греції. Розробником проекту був Нікодс Донас, який назвав його «Хоробрість». Міст вважався одним з найскладніших інженерних проєктів після мосту Харілаос Трікупіс. Вартість проекту зросла з 94 до 131,5 млн. євро у зв'язку з виниклими проблемами при будівництві.
Міст підтримується в трьох місцях: на кінцях моста і біля мостового стовпа, причому саме точка опори у мостового стовпа є ключовою, що забезпечує стабільність мосту. Арка моста починається саме зі стовпа і досягає висоти 30 метрів. Дві арки по обидві сторони моста підтримують металеву частину мосту, на якій розташована дорога. Сам міст є платним. Будівництво мосту велося з 2008 по 2016 роки: фактичне відкриття відбулося в січні 2016 року, офіційне — 28 лютого.